# Meloe violaceus
Meloe violaceus је врста тврдокрилца из породице мајака (Meloidae).
Одрасли инсекти се хране поленом разних зељастих биљака, и живе на осунчаним и сувим стаништима.  

## Распрострањење
Настањује већи део Западног Палеарктичког царства,  а у Србији је бележена у свим крајевима изузев југозападног и јужног дела.

## Животни циклус
Током маја и јуна женка копа цилиндричне рупе у земљи у које полаже велики број јаја (око 2.000 до 10.000).
После отприлике месец дана из јаја се формирају ларве које се пењу на траву или цветове, чекајући да се приљубе за потенцијалне инсекате домаћине који прикупљају полен или нектар.
Ларве живе искључиво паразитски, првенствено у гнездима солитарних врста пчела, а понекад и скакаваца.
У току првог стадијума животног циклуса ларва се храни јајима која је положила пчела-домаћин. Током одређеног времена расте и постаје ларва другог стадијума, која наставља развој хранећи се медом и поленом. 
Ларва после другог стадијума животног циклуса метаморфозира у нимфу, а након тога постаје одрасли инсект.